# Let Libyan Arab Airlines 114
Let Libyan Arab Airlines 114 byl pravidelný mezinárodní let z libyjského Tripolisu do egyptské Káhiry s mezipřistáním v Benghází. Dne 21. února 1973 byl Boeing 727-224 (reg. 5A-DAH), který jej obsluhoval, sestřelen izraelskými stíhačkami nad Sinajským poloostrovem, který byl v té době okupován Izraelem, kam zabloudil v důsledku kombinace písečné bouře a selhání přístrojů. Zahynulo 108 ze 113 osob na palubě. Sestřelení provedly dva letouny McDonnell F-4 Phantom II po schválení náčelníka generálního štábu Davida El'azara.
Izrael se hájil, že letoun odmítl uposlechnout rozkaz stíhaček, aby je následoval a přistál v Izraeli, což podle Izraele potvrdil i přeživší první důstojník, nicméně později ministr obrany Moše Dajan uznal sestřelení letadla za „chybu v úsudku“ a Izrael vyplatil pozůstalým kompenzace. Ihned po medializaci incidentu došlo k jeho mezinárodnímu odsouzení, a to včetně jak ze strany Sovětského svazu, tak také ze strany Spojených států amerických. Všichni členové Mezinárodní organizace pro civilní letectví hlasovali pro přísné odsouzení Izraele.

## Důsledky
Velitel izraelského vojenského letectva Mordechaj Hod tvrdil, že přeživší druhý pilot potvrdil, že pilot slyšel izraelské výzvy, ale odmítl na ně reagovat. Řada členů mezinárodního společenství ovšem toto tvrzení zpochybnila, protože to bylo v rozporu s přepisy pásek získaných z letadla a také se zprávami, že druhý pilot, v té době v kritickém stavu, hovořil „nesouvisle“. Tyto pochybnosti byly zdůrazněny skutečností, že „nikdo nemohl uvěřit, že civilní letadlo se 113 lidmi na palubě bude ignorovat příkazy k přistání, když je obklopeno proudovými stíhačkami“ a řadou nesrovnalostí v raných izraelských zprávách o incidentu. Izrael nadále tvrdil, že letadlo vnímal jako hrozbu, jelikož mohlo provádět špionáž letecké základny Bir Gifgafa, anebo vletět do atomového centra Dimona.
Libyjský vůdce Muammar Kaddáfí byl incidentem rozzuřený a řekl egyptskému prezidentovi Anvaru Sádátovi, že má v úmyslu nařídit útok proti Haifě. Sádát ho zadržel a naznačil válečné plány na to, co se mělo stát Jomkipurskou válkou, a varoval, že takový útok Libye by pravděpodobně vyústil v izraelskou odvetu proti libyjským leteckým základnám, která by pouze poškodila schopnost arabských národů zahájit kombinovaný úder. Když těla obětí dorazila do Libye, propukly nepokoje v Tripolisu a Benghází. Veřejné pobouření bylo namířeno také na Egypt kvůli selhání egyptského letectva při ochraně dopravního letadla a syn Salaha Busira (bývalého ministra zahraničních věcí Libye, který byl mezi oběťmi) vytiskl letáky, které obviňovaly ze smrti jeho otce egyptskou zbabělost. Dva dny po incidentu zaútočili výtržníci na egyptský konzulát v Benghází.
Ačkoli Sádát dokázal přesvědčit Kaddáfího, aby se zdržel přímé vojenské odvety, Kaddáfí se přesto pokusil u odplatu jinými prostředky. Měsíc po incidentu nabídl Černému září deset milionů dolarů za vyhození letadla izraelské společnosti El Al s pasažéry na palubě. Dne 4. dubna 1973 byli v Římě zatčeni dva členové Černého září se zbraněmi a ručními granáty určenými k útoku na tamější letadlo El Al. Po tomto neúspěchu se Kaddáfí rozhodl zaútočit na loď RMS Queen Elizabeth 2, která se vydala na speciální plavbu ze Southamptonu do Ašdodu, aby si připomněla nadcházející 25. výročí izraelské deklarace nezávislosti s mnoha Židy a dalšími příznivci Izraele na palubě, mezi nimi i manželkou Šimona Perese. Dne 17. dubna Kaddáfí vydal rozkaz veliteli egyptské ponorky, která byla umístěna v Libyi na základě egyptsko-libyjské dohody o společné obraně, k potopení parníku, přičemž tvrdil, že podle dohody o obraně jsou ponorka a její posádka součástí libyjských ozbrojených sil, a tedy pod jeho jurisdikcí. Egyptská vláda se o plánu dozvěděla dříve, než mohl být uskutečněn. Existují protichůdné zprávy o tom, jak se informace dostaly k egyptské vládě, přičemž jedna zpráva uvádí, že ponorka poslala kódovanou zprávu o své misi na egyptskou námořní základnu v Alexandrii, zatímco jiná uvádí, že britská letadla detekovala pohyby ponorky, když mířila na Maltu, a kontaktovala Egypťany. Když byl Sádát informován, zrušil rozkaz.
Izraelská vláda diskutovala o incidentu třikrát na tajných schůzkách. Zápis, odtajněný v roce 2023, ukazuje, že hlavními rozhodnutími bylo popřít veškerou odpovědnost a odmítnout provést oficiální vyšetřování. Návrh na zřízení trvalého příkazu proti sestřelování civilních letadel byl zamítnut.